# Frank S. Miller
Frank Stuart Miller (14 de mayo de 1927-21 de julio de 2000) fue un político canadiense. Fue Primer ministro de Ontario durante 5 meses y 149 días, en 1985, por parte del Partido Progresista Conservador de Ontario. Era masón.
- Datos: Q463038